# تيد باشمان
تيد باشمان (بالإنجليزية: Ted Bachman)‏ هو لاعب كرة قدم أمريكية ولاعب كرة قدم كندية أمريكي، ولد في 19 يناير 1952 في بينساكولا في الولايات المتحدة.

## وصلات خارجية
- تيد باشمان على موقع مرجع كرة القدم المحترفة.كوم (الإنجليزية)
- تيد باشمان على موقع JustSportsStats.com (الإنجليزية)